# Carlo Visconti di Modrone
Carlo Visconti di Modrone, I duca Visconti di Modrone (Milano, 12 agosto 1770 – Milano, 10 marzo 1836), è stato un nobile, imprenditore e politico italiano.

## Biografia

### Infanzia
Discendente della dinastia dei Visconti che governarono Milano dal 1287 al 1447, Carlo Visconti di Modrone era discendente diretto di Uberto, podestà di Vercelli nel 1290 e di Como nel 1292, Carlo Visconti di Modrone è figlio di Francesco Antonio Visconti di Modrone (1729-1792) e di Marianna Fagnani.

### Matrimonio
Nel 1800 si unì in matrimonio a Marie Anne von Khevenhüller-Metsch, figlia del conte Johann Emanuel Joseph von Khevenhüller-Metsch, principe del S.R.I.

### Duca Visconti di Modrone
Erede di un ingente patrimonio fondiario e mobiliare valutabile in diversi milioni di lire, Carlo Visconti di Modrone seppe interpretare, grazie alla sua curiosità verso la modernità e al suo spirito imprenditoriale, l'evoluzione dei tempi che videro succedersi contrapposti dapprima il regime napoleonico e poi quello austriaco, coi quali seppe legare in maniera fruttuosa. Per i servigi regi allo stato francese, Napoleone Bonaparte il 5 marzo 1813 gli concesse il prestigioso titolo di Duca dell'Impero, titolo poi riconosciutogli come valido anche dal governo austriaco nel maggio del 1816. Tale titolo andò ad assommarsi a quelli di patrizio milanese, conte di Lonate Pozzolo, marchese di Vimodrone, signore di Corgeno, consignore di Somma, Crenna e Agnadello detenuti già da tempo dalla sua casata.

### Morte
Morì senza discendenza diretta e i suoi titoli e proprietà vennero trasferiti al nipote del ramo cadetto, Uberto Visconti di Modrone. La sua salma venne trasferita nel 1884 nel neogotico Mausoleo Visconti di Modrone a Cassago Brianza.